# Sz (диграф)
Sz — диграф латиниці, що використовується в ортографії польської, кашубської та угорської мов, а також у системі романізації китайської мови Вейда–Джайлза та офіційній романізації кантонської мови в Гонконгу.

## Польська мова
У польській ортографії sz позначає глухий ретрофлексний фрикативний /ʂ/. В інших слов'янських мовах зазвичай відповідає š або ш.
Sz не слід плутати з ś, літерою що позначає «м'яку ш», тобто глухий ясенно-твердопіднебінний фрикативний /ɕ/.

### Приклади sz
obszarⓘ (область)
płaszczⓘ (плащ)
Tomaszⓘ (Томаш)
Порівняно з ś:
świecaⓘ (свічка)
iśćⓘ (йти)
sierpieńⓘ (серпень)

## Кашубська мова
У кашубській мові диграф sz позначає глухий заясенний фрикативний /ʃ/, ідентичний українській літері «Ш».

### Приклади
- szãtopiérz = кажан
- szczawa = щавель
- szczãka = щелепа
- szczëka = щука
- szerszéń = шершень

## Угорська мова
Sz — тридцять друга літера угорської абетки. Вона позначає звук /s/ і називається «esz» /ɛs/.
Вживання літер s і sz в угорській мові майже протилежне польській. В угорській мові літера s позначає звук /ʃ/.

### Приклади
- szabó = кравець
- szép = красивий
- szikla = камінь
- szőke = блондин
- szülők = батьки
- szusi = суші
- Olaszország = Італія